# Franken in België
De Salische Franken verkregen vanaf 358 n.Chr van de Romeinen toestemming zich aan het begin van de Volksverhuizing in de Lage Landen (Frankische Tijd) te vestigen in Toxandrië, een gebied dat ruwweg overeenkomt met het laat-middeleeuwse Hertogdom Brabant.
Na de oversteek van de Rijn van Germaanse stammen, de Vandalen, de Sueven en de Alanen in het Romeinse Rijk rond kerstmis 406 n.Chr. brak er ook voor de Salische Franken een periode van expansie zuidwaarts aan. De Salische stamkoning Chlodio kon profiteren van de verwarring en zijn gebied zuid- en zuidwestwaarts uitbreiden. Hij veroverde Doornik en Kamerijk op de Romeinen. Zijn (vermoedelijke) zoon Merovech werd de grondlegger van de Merovingen en het Frankische Rijk, dat zo'n kleine honderd jaar, in de vijfde eeuw, langs de as Boulogne-Tongeren, zijn zwaartepunt had in het huidige België. In 481 werd Clodovech I (Clovis) koning en 5 jaar later versloeg hij in de Slag bij Soissons de laatste Romeinse veldheer Syagrius. Centrum van het Rijk werd Reims en andere Salische stammen, maar ook de Ripuarische Franken (in het tegenwoordige Oost-België en het middenwesten van het huidige Duitsland) en de Germaanse Alamannen (In Oost-Frankrijk en Zuidwest-Duitsland) en Bourgondiërs (in de gebieden rondom Lyon), werden onderworpen. In 507 n.Chr. wist Clovis zelfs de Visigoten in Zuidwest-Frankrijk te verslaan. In 496 bekeerde Clovis zich tot het katholicisme.
Na zijn dood in 511 werd zijn rijk verdeeld onder zijn vier zonen. Van het Belgische deel van het rijk kreeg Chlotarius I Austrasië, waaronder de Ardennen en de Maasvallei, en regeerde Theodorik Neustrië van de Scheldemonding tot de Loire. Een verdeling die veel onderlinge strijd opleverde, tot in 558 Chlotarius I de enige Frankische koning werd (Regnum Francorum). Na diens dood viel het rijk echter weer opnieuw uiteen, toen het rijk onder zijn zonen werd verdeeld.
Het duurde tot 613 voordat de Franken zich weer onder één koning verenigden: Chlotharius II. Na de dood van zijn zoon Dagobert I werd het rijk opnieuw in twee opgesplitst. De feitelijke macht verschoof in de daarop volgende jaren naar de hofmeier Pepijn van Landen.
Later bracht zijn kleinzoon Pepijn van Herstal het hele Frankenrijk onder Austrasische heerschappij, door de overwinning tijdens de Slag bij Tertry (687). De macht verschoof van de Salische naar de Ripuarische Franken. Pepijn van Herstal geldt als stamvader van de Karolingen.
Na de dood van Pepijn van Herstal brak de Frankische Burgeroorlog (715-718) tussen verschillende Merovingische koningen en zijn bastaardzoon Karel Martel uit. De Frankische Burgeroorlog werd na een vijftal veldslagen beslist in het voordeel van Karel Martel. Inmiddels was de macht van de Karolingische hofmeiers uitgebreid van het Loiregebied in het zuiden tot Friesland in het noorden.
In 751 sluit Pepijn een overeenkomst met paus Zacharias. De paus is ernstig in het nauw gebracht door de Longobarden die van de interne problemen in het Byzantijnse Rijk gebruik maakten door eerst Ravenna te veroveren en vervolgens Rome te bedreigen. Als wederdienst steunde de paus Pepijn in zijn streven om zelf koning te worden. Volgens de overlevering vroeg Pepijn aan de paus wie koning moest zijn: diegene die de titel droeg of hij die de eigenlijke macht uitoefende. Tijdens een landdag in Soissons werd Childerik III, de laatste koning van de Merovingen, afgezet en gedwongen in te treden in het klooster St Bertinus in St Omer, en werd Pepijn tot koning gezalfd.
Van paus Stefanus kreeg hij de pauselijke titel Patricius Romanorum. Pepijn verdeelde het rijk in gouwen of pagi (latere graafschappen) bestuurd door een gouwgraaf. In het zuiden ontstaan de pagi Taruanensis (Terwaan), Mempiscus (Sint-Winoksbergen), Flandrensis (Brugge), Turnacensis (Doornik), Gandensis (Gent), Bracbatensis en Toxandri (Brabant).
Het hoogtepunt van de Karolingische macht vond plaats onder zijn zoon Karel de Grote.

## Voetnoten
1. ↑  Het is overigens lang niet zeker dat Chlodio een historisch persoon is geweest.
2. 1 2  B.W. Scholz - B. Rogers (tradd.), Carolingian Chronicles: Royal Frankish Annals and Nithard's Histories, Ann Arbor, 2000, p. 39 (749).
3. ↑  B.W. Scholz - B. Rogers (tradd.), Carolingian Chronicles: Royal Frankish Annals and Nithard's Histories, Ann Arbor, 2000, p. 39 (750), Chronica Sancti Medardi Suessionensis ad anno 750 (= L. d'Achery (ed.), Spicilegium, II, Parijs, 1631, p. 784). Gearchiveerd op 10 juli 2023.